# Acceso Total (documental)
Acceso Total es una serie documental costarricense que relata las historias de jugadores de Costa Rica en los hechos ocurridos en las Eliminatorias para la Copa Mundial de 2022, además de su historia personal. El programa documental se emitió 1 de octubre de 2022, hasta el 10 de diciembre de 2022.

## Sinopsis
La serie relata las historias relatadas de los futbolistas de Costa Rica y del técnico colombiano Luis Fernando Suárez en las Eliminatorias para la Copa Mundial de 2022, y de su vida personal. Cuenta también con la participación de la entrenadora Amelia Valverde y de las jugadoras Shirley Cruz, Noelia Bermúdez.

## Reparto
| - Alejandro Fonseca - Alexander Gaitán - Alexandre Guimarães - Alex Mazón - Allan Martínez - Alonso Solís - Amelia Valverde - Andrea Zamora - Andrés Soto - Anthony Porras - Anthony Ruiz - Arch Bell - Bernabé Aguilera - Brandon Aguilera - Bryan Ruiz - Carlos Martínez - Carlos Castellanos - Carlos Vicente - Carolina Jaikel - Celso Borges - Cristian Sandoval Pacheco - Christian Bolaños - Daniel Chacón - Daniel Montenegro - Didier Ureña - Edson Soto - Enrique Díaz - Jorge Enrique Vásquez - Esteban Astúa - Esteban Ramírez | - Everardo Herrera - Evaristo Coronado - Francisco Calvo Quesada - Francisco Porras - Fressy Quesada - Giovanni Alfaro - Gerardo Coto - Grettel Sanabria - Guillermo Guardia - Harold Wallace - Hernán Morales - Humberto Campbell - Iván Mauricio Niño - Iván Marten - Jacqueline Álvarez - Jewison Bennett - Jewison Bennette - Jimmy Fallas - Joaquim Batica - Joel Campbell - José Antonio Pastor - Joseph Fernández - Juan Diego Villareal - Juan Madriz - John Jairo Bodmer | - Karla Alemán - Karol Robles - Keylor Navas - Keysher Fuller - Kendall Waston - Lina Mora - Luis Enrique Bolaños - Luis Fernando Suárez - Luis Quirós - Gerardo Ureña - Marcelo Castro - Mariela Zamora - Mauricio Montero - Mauricio González - Mauro Borges - Maykol Araya - Mercedes Salas - Miguel Gómez - Mónica Malavassi - Mynor Sandoval - Noelia Bermúdez - Pablo Fallas - Pablo Parra - Paco Montes | - Pilar Ciscneros - Priscila Jaikel - Randall Brenes - Randall Rivera - Renato Coto - Rocío Valverde - Rodolfo Villalobos - Rodrigo Calvo - Rodrigo Kenton - Róger Mora - Rómulo Barcos - Ronald Gómez - Rosa González - Rubén Acón - Rubén González - Sandra Villegas - Shirley Cruz - Stephanie Chaverri - Victoria Gamboa - Víctor Hugo Alfaro - Víctor Umaña - Vilma Ibarra - Vladimir de la Cruz - Willy Gálvez - Yeltsin Tejeda - Yony Gutiérrez |

## Lista de episodios
| Número | Título                                           | Dedicatoria                                     | Fecha de lanzamiento    | Enlace al documental |
| ------ | ------------------------------------------------ | ----------------------------------------------- | ----------------------- | -------------------- |
| 1      | El retiro del capitán                            | Bryan Ruiz                                      | 1 de octubre de 2022    | [ 4 ]                |
| 2      | El emperador de la selección                     | Celso Borges                                    | 8 de octubre de 2022    | [ 5 ]                |
| 3      | Del colegio al mundial                           | Brandon Aguilera y Jewison Bennette             | 15 de octubre de 2022   | [ 6 ]                |
| 4      | Los tres mosqueteros                             | Yeltsin Tejeda, Joel Campbell y Francisco Calvo | 22 de octubre de 2022   | [ 7 ]                |
| 5      | El arquitecto del sueño mundialista              | Luis Fernando Suárez                            | 29 de octubre de 2022   | [ 8 ]                |
| 6      | Repechaje al descubierto                         | Relato de varios futbolistas                    | 5 de noviembre de 2022  | [ 9 ]                |
| 7      | El Matagigantes                                  | Relato de varios periodistas y futbolistas      | 12 de noviembre de 2022 | [ 10 ]               |
| 8      | De amateurs a estrellas mundiales                | Relato de varios periodistas y exfutbolistas    | 19 de noviembre de 2022 | [ 11 ]               |
| 9      | Mundialistas sin mundial                         | Relato de varios exfutbolistas                  | 26 de noviembre de 2022 | [ 12 ]               |
| 10     | Generación histórica                             | Relato de varias futbolistas femeninas          | 3 de diciembre de 2022  | [ 13 ]               |
| 11     | El hombre de Fe; nuestro guía al séptimo mundial | Keylor Navas / Copa Mundial 2026                | 10 de diciembre de 2022 | [ 14 ]               |